# Saigō Tsugumichi

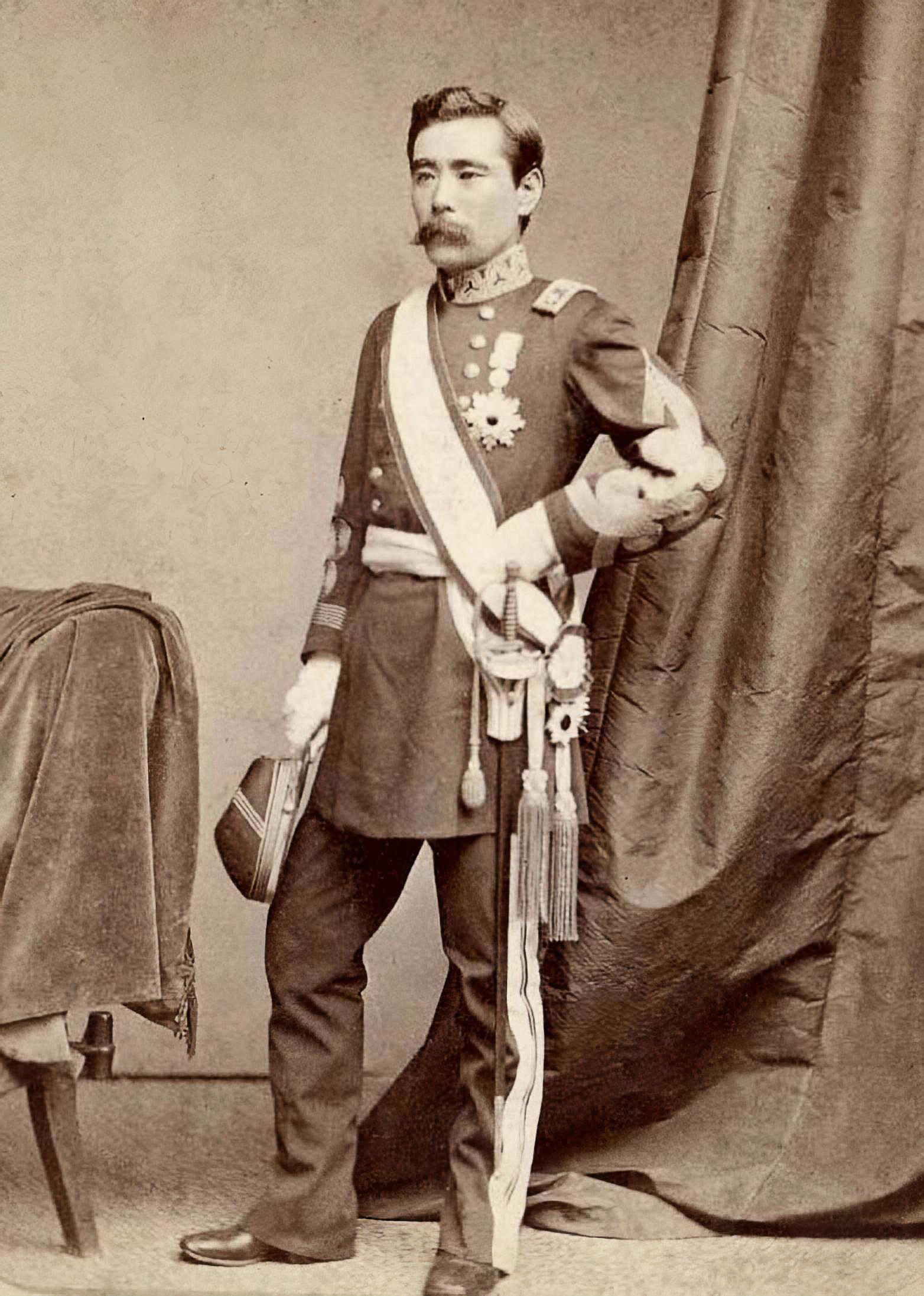
Saigō Tsugumichi

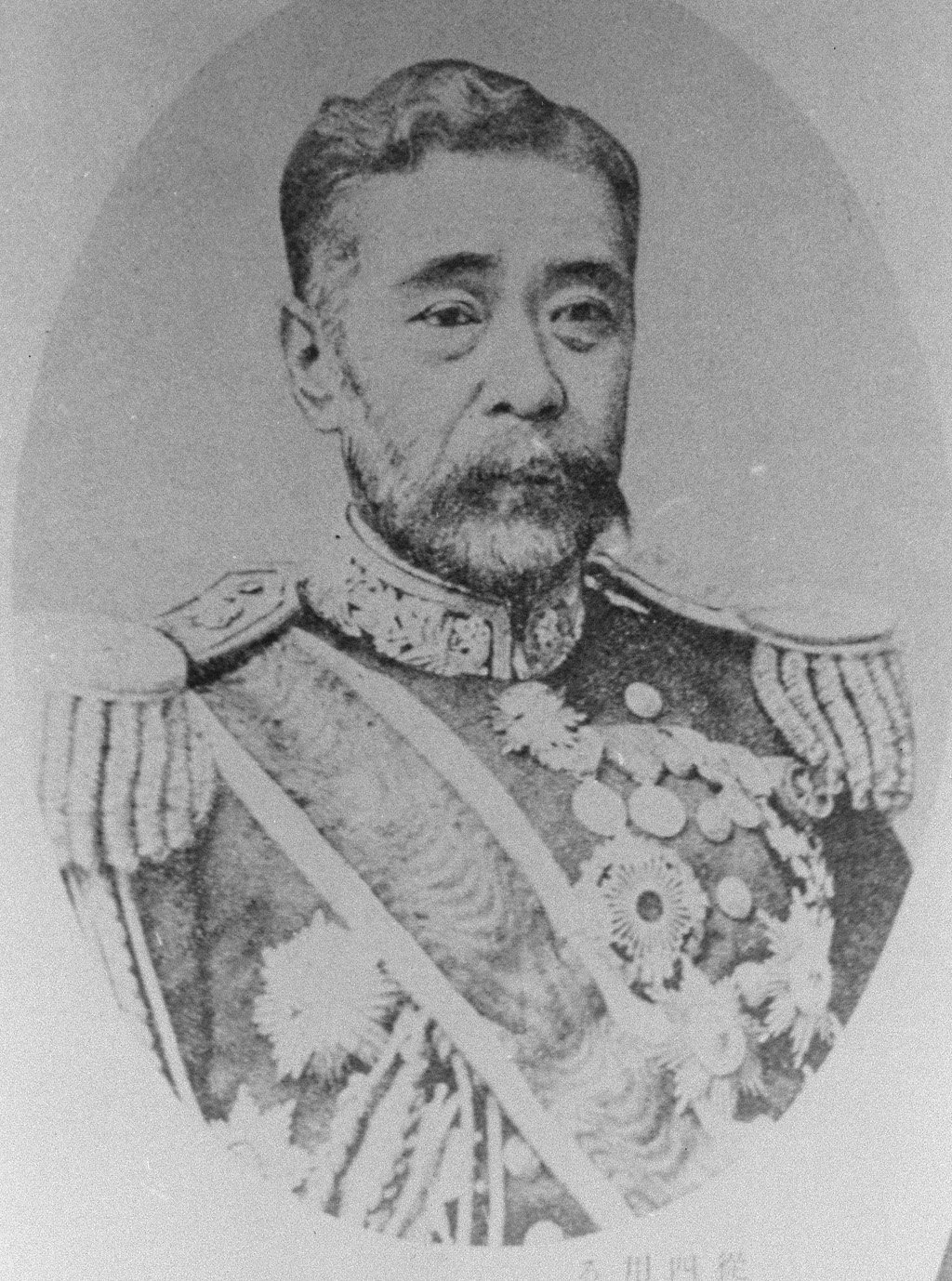
Tsugumichi im Alter

Markgraf Saigō Tsugumichi (japanisch 西郷 從道/西郷 従道, eigentlich Saigō Jūdō gelesen; * 1. Juni 1843 in Kajiyachō, Kagoshima, Provinz Satsuma (heute: Präfektur Kagoshima); † 18. Juli 1902 in Meguro, Tokio) war ein japanischer Politiker und Offizier in der Meiji-Zeit. Er war der jüngere Bruder von Saigō Takamori.

## Leben
Saigō Tsugumichi wurde als Sohn von Saigō Kichibē, einem Samurai aus Satsuma, geboren. Als Kind erlernte er Kenjutsu und Koryū und wurde auf Empfehlung von Kaieda Nobuyoshi der für die Teezeremonie verantwortliche Page von Shimazu Nariakira, dem Daimyō von Satsuma.
Unter dem Einfluss seines älteren Bruders Takamori beteiligte er sich an der Sonnō-Jōi-Bewegung und nahm 1863 auf Seiten Satsumas am Krieg zwischen Großbritannien und Satsuma teil. Im Boshin-Krieg diente er auf der Seite der kaiserlichen Truppen. Nach dem Ende des Krieges begleitete Saigō Yamagata Aritomo auf einer Studienreise nach Europa, um dort die Organisation, Technologien und Taktiken des westlichen Militärs zu studieren.
Nach seiner Rückkehr stieg er im Juli 1871 in den Rang eines Generalleutnants auf und kommandierte 1874 die Strafexpedition japanischer Truppen nach Taiwan. Als sein Bruder 1873 nach der Seikanron-Debatte die Regierung unter Protest verließ und einige Jahre später eine Revolte in Satsuma anzettelte, blieb Tsugumichi der Meiji-Regierung gegenüber loyal, obwohl sich viele ehemalige Satsuma-Samurai Takamori anschlossen.
Nach der Ermordung von Ōkubo Toshimichi wurde Saigō Tsugumichi in den Staatsrat berufen, dem er bis zur Einführung der Kabinettsregierung 1885 angehörte. 1878 hatte er den Posten des Erziehungsministers und anschließend den des Kriegsministers inne. Von 1881 bis 1884 war er Landwirtschafts- und Handelsminister. Ab 1885 gehörte er dem ersten Kabinett von Itō Hirobumi und nachfolgenden Kabinetten an, in denen er die Ämter des Marineministers, des Innenministers und des Heeresministers bekleidete. 1894 stieg er in den Rang eines Admirals auf. Da er sich während seiner zehnjährigen Amtszeit als Marineminister um den Aufbau und die Reform der Kaiserlich Japanischen Marine verdient machte, erhielt er 1898 den Ehrentitel gensui (Großadmiral).
Im Jahr 1892 saß Saigō kurzzeitig im Geheimen Rat. In demselben Jahr unterstützte er außerdem die Gründung der regierungsfreundlichen Partei Kokumin Kyōkai. Er galt als Genrō, auch wenn er als solcher niemals den politischen Einfluss eines Itō Hirobumi oder Yamagata Aritomo entfalten konnte.
Ab 1884 durfte Saigō Tsugumichi den Titel Graf führen, 1895 wurde er aufgrund seiner Verdienste als Kriegs- und Marineminister im Ersten Chinesisch-Japanischen Krieg in den Stand eines kōshaku (Markgraf) erhoben.